# ستراتفورد جونز
ستراتفورد جونز (بالإنجليزية: Stratford Johns)‏ هو ممثل بريطاني (وحمل سابقاً جنسية المملكة المتحدة لبريطانيا العظمى وأيرلندا)، ولد في 22 سبتمبر 1925 في جنوب أفريقيا، وتوفي في 29 يناير 2002 في المملكة المتحدة.

## وصلات خارجية
- ستراتفورد جونز على موقع IMDb (الإنجليزية)
- ستراتفورد جونز على موقع ألو سيني (الفرنسية)
- ستراتفورد جونز على موقع ميوزك برينز (الإنجليزية)
- ستراتفورد جونز على موقع أول موفي (الإنجليزية)
- ستراتفورد جونز على موقع قاعدة بيانات الأفلام السويدية (السويدية)
- ستراتفورد جونز على موقع قاعدة بيانات الفيلم (الإنجليزية)
- ستراتفورد جونز على موقع كينوبويسك (الروسية)